# دينارا نزارباييفا
دينارا نزارباييفا (بالكازاخية: Динара Нұрсұлтанқызы Назарбаева)، من مواليد 19 أغسطس 1967 في تيميرتاو (جمهورية كازاخستان السوفيتية الاشتراكية، الاتحاد السوفياتي)، هي امرأة أعمال كازاخية وابنة الرئيس الكازاخي نور سلطان نزارباييف. على الرغم من أنها ليس شخصية عامة، هي رابع أغنى شخص في كازاخستان، مع ثروة تقدر ب 1,7 مليار دولار.